# Ókhi
Ókhi är en bergstopp i Grekland.   Den ligger i prefekturen Nomós Evvoías och regionen Grekiska fastlandet, i den östra delen av landet, 70 km öster om huvudstaden Aten. Toppen på Ókhi är 1 398 meter över havet. Ókhi ligger på ön Euboia.
Terrängen runt Ókhi är huvudsakligen lite bergig. Ókhi är den högsta punkten i trakten. Närmaste större samhälle är Kárystos, 6,0 km sydväst om Ókhi. Trakten runt Ókhi består till största delen av jordbruksmark.